# Сатурн (премия, 2008)
34-я церемония вручения наград премии «Сатурн» за заслуги в области фантастики, фэнтези и фильмов ужасов за 2007 год состоялась 24 июня 2008 года в «Universal City Hilton Hotel» (Лос-Анджелес, Калифорния).

## Победители и номинанты
Победители указаны первыми, выделены жирным шрифтом и  отдельным цветом. 

### Кино-награды
| Категории                                        | Лауреаты и номинанты                                                                                 | Лауреаты и номинанты                                                                                   |
| ------------------------------------------------ | --- | --- |
| Лучший научно-фантастический фильм               | • Монстро / Cloverfield                                                                              | • Монстро / Cloverfield                                                                                |
| Лучший научно-фантастический фильм               | • Фантастическая четвёрка: Вторжение Серебряного сёрфера / Fantastic Four: Rise of the Silver Surfer | |
| Лучший научно-фантастический фильм               | • Я — легенда / I Am Legend                                                                          | |
| Лучший научно-фантастический фильм               | • Последняя Мимзи Вселенной / The Last Mimzy                                                         | |
| Лучший научно-фантастический фильм               | • Пекло / Sunshine                                                                                   | |
| Лучший научно-фантастический фильм               | • Трансформеры / Transformers                                                                        | |
| Лучший фильм-фэнтези                             | • Зачарованная / Enchanted                                                                           | • Зачарованная / Enchanted                                                                             |
| Лучший фильм-фэнтези                             | • Золотой компас / The Golden Compass                                                                | |
| Лучший фильм-фэнтези                             | • Гарри Поттер и Орден Феникса / Harry Potter and the Order of the Phoenix                           | |
| Лучший фильм-фэнтези                             | • Пираты Карибского моря: На краю Света / Pirates of the Caribbean: At World’s End                   | |
| Лучший фильм-фэнтези                             | • Человек-паук 3: Враг в отражении / Spider-Man 3                                                    | |
| Лучший фильм-фэнтези                             | • Звёздная пыль / Stardust                                                                           | |
| Лучший фильм ужасов                              | • Суини Тодд, демон-парикмахер с Флит-стрит / Sweeney Todd: The Demon Barber of Fleet Street         | • Суини Тодд, демон-парикмахер с Флит-стрит / Sweeney Todd: The Demon Barber of Fleet Street           |
| Лучший фильм ужасов                              | • 1408 / 1408                                                                                        | |
| Лучший фильм ужасов                              | • 30 дней ночи / 30 Days of Night                                                                    | |
| Лучший фильм ужасов                              | • Призрачный гонщик / Ghost Rider                                                                    | |
| Лучший фильм ужасов                              | • Грайндхаус / Grindhouse                                                                            | |
| Лучший фильм ужасов                              | • Мгла / The Mist                                                                                    | |
| Лучший приключенческий фильм, боевик или триллер | • 300 спартанцев / 300                                                                               | • 300 спартанцев / 300                                                                                 |
| Лучший приключенческий фильм, боевик или триллер | • Поезд на Юму / 3:10 to Yuma                                                                        | |
| Лучший приключенческий фильм, боевик или триллер | • Ультиматум Борна / The Bourne Ultimatum                                                            | |
| Лучший приключенческий фильм, боевик или триллер | • Крепкий орешек 4.0 / Live Free or Die Hard                                                         | |
| Лучший приключенческий фильм, боевик или триллер | • Старикам тут не место / No Country for Old Men                                                     | |
| Лучший приключенческий фильм, боевик или триллер | • Нефть / There Will Be Blood                                                                        | |
| Лучший приключенческий фильм, боевик или триллер | • Зодиак / Zodiac                                                                                    | |
| Лучший полнометражный мультфильм                 | • Рататуй / Ratatouille                                                                              | • Рататуй / Ratatouille                                                                                |
| Лучший полнометражный мультфильм                 | • Беовульф / Beowulf                                                                                 | |
| Лучший полнометражный мультфильм                 | • В гости к Робинсонам / Meet the Robinsons                                                          | |
| Лучший полнометражный мультфильм                 | • Шрек Третий / Shrek the Third                                                                      | |
| Лучший полнометражный мультфильм                 | • Симпсоны в кино / The Simpsons Movie                                                               | |
| Лучший полнометражный мультфильм                 | • Лови волну! / Surf’s Up                                                                            | |
| Лучший международный фильм                       | • Порок на экспорт / Eastern Promises (, )                                                           | • Порок на экспорт / Eastern Promises (, )                                                             |
| Лучший международный фильм                       | • Дневной дозор ( Россия)                                                                            | |
| Лучший международный фильм                       | • Призраки Гойи / Goya’s Ghosts ( США, Испания)                                                      | |
| Лучший международный фильм                       | • Приют / El orfanato ( Испания, Мексика)                                                            | |
| Лучший международный фильм                       | • Сыщик / Sleuth ( США, Великобритания)                                                              | |
| Лучший международный фильм                       | • Чёрная книга / Zwartboek (, )                                                                      | |
| Лучший киноактёр                                 | Уилл Смит                                                                                            | • Уилл Смит — «Я — легенда» (за роль Роберта Невилла)                                                  |
| Лучший киноактёр                                 | Уилл Смит                                                                                            | • Джон Кьюсак — «1408» (за роль Майка Энслина)                                                         |
| Лучший киноактёр                                 | Уилл Смит                                                                                            | • Джерард Батлер — «300 спартанцев» (за роль царя Леонида)                                             |
| Лучший киноактёр                                 | Уилл Смит                                                                                            | • Вигго Мортенсен — «Порок на экспорт» (за роль Николая Лужина)                                        |
| Лучший киноактёр                                 | Уилл Смит                                                                                            | • Джонни Депп — «Суини Тодд, демон-парикмахер с Флит-стрит» (за роль Бенджамина Баркера / Суини Тодда) |
| Лучший киноактёр                                 | Уилл Смит                                                                                            | • Дэниел Дэй-Льюис — «Нефть» (за роль Дэниэла Плэйнвью)                                                |
| Лучшая киноактриса                               | Эми Адамс                                                                                            | • Эми Адамс — «Зачарованная» (за роль Жизель)                                                          |
| Лучшая киноактриса                               | Эми Адамс                                                                                            | • Эшли Джадд — «Глюки» (за роль Агнес Уайт)                                                            |
| Лучшая киноактриса                               | Эми Адамс                                                                                            | • Наоми Уоттс — «Порок на экспорт» (за роль Анны)                                                      |
| Лучшая киноактриса                               | Эми Адамс                                                                                            | • Белен Руэда — «Приют» (за роль Лауры)                                                                |
| Лучшая киноактриса                               | Эми Адамс                                                                                            | • Хелена Бонэм Картер — «Суини Тодд, демон-парикмахер с Флит-стрит» (за роль миссис Ловетт)            |
| Лучшая киноактриса                               | Эми Адамс                                                                                            | • Карис ван Хаутен — «Чёрная книга» (за роль Рахиль Штайн / Эллис де Фрис)                             |
| Лучший киноактёр второго плана                   | Хавьер Бардем                                                                                        | • Хавьер Бардем — «Старикам тут не место» (за роль Антона Чигура)                                      |
| Лучший киноактёр второго плана                   | Хавьер Бардем                                                                                        | • Дэвид Уэнем — «300 спартанцев» (за роль Дилия)                                                       |
| Лучший киноактёр второго плана                   | Хавьер Бардем                                                                                        | • Бен Фостер — «Поезд на Юму» (за роль Чарли Принца)                                                   |
| Лучший киноактёр второго плана                   | Хавьер Бардем                                                                                        | • Джастин Лонг — «Крепкий орешек 4.0» (за роль Мэтью Фаррелла)                                         |
| Лучший киноактёр второго плана                   | Хавьер Бардем                                                                                        | • Джеймс Франко — «Человек-паук 3: Враг в отражении» (за роль Гарри Озборна / Нового Гоблина)          |
| Лучший киноактёр второго плана                   | Хавьер Бардем                                                                                        | • Алан Рикман — «Суини Тодд, демон-парикмахер с Флит-стрит» (за роль судьи Тёрпина)                    |
| Лучшая киноактриса второго плана                 | Марша Гей Харден                                                                                     | • Марша Гей Харден — «Мгла» (за роль миссис Кармоди)                                                   |
| Лучшая киноактриса второго плана                 | Марша Гей Харден                                                                                     | • Лена Хеди — «300 спартанцев» (за роль царицы Горго)                                                  |
| Лучшая киноактриса второго плана                 | Марша Гей Харден                                                                                     | • Лиззи Каплан — «Монстро» (за роль Марлены Даймонд)                                                   |
| Лучшая киноактриса второго плана                 | Марша Гей Харден                                                                                     | • Роуз Макгоуэн — «Грайндхаус» (сегмент: «Планета страха») (за роль Черри Дарлинг)                     |
| Лучшая киноактриса второго плана                 | Марша Гей Харден                                                                                     | • Имельда Стонтон — «Гарри Поттер и Орден Феникса» (за роль Долорес Амбридж)                           |
| Лучшая киноактриса второго плана                 | Марша Гей Харден                                                                                     | • Мишель Пфайффер — «Звёздная пыль» (за роль Ламии)                                                    |
| Лучший молодой актёр или актриса                 | Фредди Хаймор                                                                                        | • Фредди Хаймор — «Август Раш» (за роль Эвана Тэйлора / «Августа Раша»)                                |
| Лучший молодой актёр или актриса                 | Фредди Хаймор                                                                                        | • Джош Хатчерсон — «Мост в Терабитию» (за роль Джесса Ааронса)                                         |
| Лучший молодой актёр или актриса                 | Фредди Хаймор                                                                                        | • Дакота Блю Ричардс — «Золотой компас» (за роль Лиры Белаква)                                         |
| Лучший молодой актёр или актриса                 | Фредди Хаймор                                                                                        | • Дэниел Рэдклифф — «Гарри Поттер и Орден Феникса» (за роль Гарри Поттера)                             |
| Лучший молодой актёр или актриса                 | Фредди Хаймор                                                                                        | • Рианнон Ли Врин — «Последняя Мимзи Вселенной» (за роль Эммы Уайлдер)                                 |
| Лучший молодой актёр или актриса                 | Фредди Хаймор                                                                                        | • Алекс Этел — «Мой домашний динозавр» (за роль Ангуса МакМорроу)                                      |
| Лучший режиссёр                                  | Зак Снайдер                                                                                          | • Зак Снайдер за фильм «300 спартанцев»                                                                |
| Лучший режиссёр                                  | Зак Снайдер                                                                                          | • Пол Гринграсс — «Ультиматум Борна»                                                                   |
| Лучший режиссёр                                  | Зак Снайдер                                                                                          | • Дэвид Йэтс — «Гарри Поттер и Орден Феникса»                                                          |
| Лучший режиссёр                                  | Зак Снайдер                                                                                          | • Фрэнк Дарабонт — «Мгла»                                                                              |
| Лучший режиссёр                                  | Зак Снайдер                                                                                          | • Сэм Рэйми — «Человек-паук 3: Враг в отражении»                                                       |
| Лучший режиссёр                                  | Зак Снайдер                                                                                          | • Тим Бёртон — «Суини Тодд, демон-парикмахер с Флит-стрит»                                             |
| Лучший сценарий                                  | Брэд Бёрд                                                                                            | • Брэд Бёрд — «Рататуй»                                                                                |
| Лучший сценарий                                  | Брэд Бёрд                                                                                            | • Майкл Гордон, Зак Снайдер, Курт Джонстад — «300 спартанцев»                                          |
| Лучший сценарий                                  | Брэд Бёрд                                                                                            | • Роджер Эвери, Нил Гейман — «Беовульф»                                                                |
| Лучший сценарий                                  | Брэд Бёрд                                                                                            | • Майкл Голденберг — «Гарри Поттер и Орден Феникса»                                                    |
| Лучший сценарий                                  | Брэд Бёрд                                                                                            | • Джоэл Коэн и Итан Коэн — «Старикам тут не место»                                                     |
| Лучший сценарий                                  | Брэд Бёрд                                                                                            | • Джон Логан — «Суини Тодд, демон-парикмахер с Флит-стрит»                                             |
| Лучшая музыка                                    | | • Алан Менкен — «Зачарованная»                                                                         |
| Лучшая музыка                                    | • Тайлер Бэйтс — «300 спартанцев»                                                                    | |
| Лучшая музыка                                    | • Марк Манчина — «Август Раш»                                                                        | |
| Лучшая музыка                                    | • Джон Пауэлл — «Ультиматум Борна»                                                                   | |
| Лучшая музыка                                    | • Николас Хупер — «Гарри Поттер и Орден Феникса»                                                     | |
| Лучшая музыка                                    | • Джонни Гринвуд — «Нефть»                                                                           | |
| Лучшие костюмы                                   | • Коллин Этвуд — «Суини Тодд, демон-парикмахер с Флит-стрит»                                         | • Коллин Этвуд — «Суини Тодд, демон-парикмахер с Флит-стрит»                                           |
| Лучшие костюмы                                   | • Майкл Уилкинсон — «300 спартанцев»                                                                 | |
| Лучшие костюмы                                   | • Рут Майерс — «Золотой компас»                                                                      | |
| Лучшие костюмы                                   | • Яни Темиме — «Гарри Поттер и Орден Феникса»                                                        | |
| Лучшие костюмы                                   | • Пенни Роуз — «Пираты Карибского моря: На краю Света»                                               | |
| Лучшие костюмы                                   | • Самми Шелдон — «Звёздная пыль»                                                                     | |
| Лучший грим                                      | • Ве Нилл, Мартин Сэмюэл — «Пираты Карибского моря: На краю Света»                                   | • Ве Нилл, Мартин Сэмюэл — «Пираты Карибского моря: На краю Света»                                     |
| Лучший грим                                      | • Давина Ламонт, Gino Acevedo — «30 дней ночи»                                                       | |
| Лучший грим                                      | • Шон Смит, Марк Раппапорт, Скотт Вилер — «300 спартанцев»                                           | |
| Лучший грим                                      | • Ховард Бергер, Грегори Никотеро, Джейк Гарбер — «Грайндхаус» (сегмент «Планета страха»)            | |
| Лучший грим                                      | • Ник Дадмэн, Аманда Найт — «Гарри Поттер и Орден Феникса»                                           | |
| Лучший грим                                      | • Питер Оуэн, Ivana Primorac — «Суини Тодд, демон-парикмахер с Флит-стрит»                           | |
| Лучшие спецэффекты                               | • Скотт Фаррар, Scott Benza, Расселл Эрл, Джон Фрэзиер — «Трансформеры»                              | • Скотт Фаррар, Scott Benza, Расселл Эрл, Джон Фрэзиер — «Трансформеры»                                |
| Лучшие спецэффекты                               | • Крис Уоттс, Грант Фрекелтон, Дерек Уэнтворт, Daniel Leduc — «300 спартанцев»                       | |
| Лучшие спецэффекты                               | • Майкл Л. Финк, Билл Вестенхофер, Бен Моррис, Тревор Вуд — «Золотой компас»                         | |
| Лучшие спецэффекты                               | • Тим Бёрк, Джон Ричардсон, Пол Дж. Франклин, Грег Батлер — «Гарри Поттер и Орден Феникса»           | |
| Лучшие спецэффекты                               | • Джон Нолл, Hal T. Hickel, Чарльз Гибсон, Джон Фрэзиер — «Пираты Карибского моря: На краю Света»    | |
| Лучшие спецэффекты                               | • Scott Stokdyk, Peter Nofz, Спенсер Кук, Джон Фрэзиер — «Человек-паук 3: Враг в отражении»          | |

### Телевизионные награды
| Категории                                               | Лауреаты и номинанты                                                     | Лауреаты и номинанты                                                                    | Лауреаты и номинанты                                                      |
| ------------------------------------------------------- | ------------------------------------------------------------------------ | --------------------------------------------------------------------------------------- | ------------------------------------------------------------------------- |
| Лучший телесериал, сделанный для эфирного телевидения   | • Остаться в живых / LOST                                                | • Остаться в живых / LOST                                                               | • Остаться в живых / LOST                                                 |
| Лучший телесериал, сделанный для эфирного телевидения   | • Герои / Heroes                                                         |                                                                                         |                                                                           |
| Лучший телесериал, сделанный для эфирного телевидения   | • Путешественник / Вперед, в прошлое! / Journeyman                       |                                                                                         |                                                                           |
| Лучший телесериал, сделанный для эфирного телевидения   | • Мёртвые до востребования / Pushing Daisies                             |                                                                                         |                                                                           |
| Лучший телесериал, сделанный для эфирного телевидения   | • Сверхъестественное / Supernatural                                      |                                                                                         |                                                                           |
| Лучший телесериал, сделанный для эфирного телевидения   | • Терминатор: Битва за будущее / Terminator: The Sarah Connor Chronicles |                                                                                         |                                                                           |
| Лучший телесериал, сделанный для кабельного телевидения | • Декстер / Dexter                                                       | • Декстер / Dexter                                                                      | • Декстер / Dexter                                                        |
| Лучший телесериал, сделанный для кабельного телевидения | • Звёздный крейсер «Галактика» / Battlestar Galactica                    |                                                                                         |                                                                           |
| Лучший телесериал, сделанный для кабельного телевидения | • Ищейка / The Closer                                                    |                                                                                         |                                                                           |
| Лучший телесериал, сделанный для кабельного телевидения | • Кайл XY / Kyle XY                                                      |                                                                                         |                                                                           |
| Лучший телесериал, сделанный для кабельного телевидения | • Спасите Грейс / Saving Grace                                           |                                                                                         |                                                                           |
| Лучший телесериал, сделанный для кабельного телевидения | • Звёздные врата: SG-1 / Stargate SG-1                                   |                                                                                         |                                                                           |
| Лучший международный сериал                             | • Доктор Кто (сериал 2005 года) / Doctor Who ( Великобритания, Канада)   | • Доктор Кто (сериал 2005 года) / Doctor Who ( Великобритания, Канада)                  | • Доктор Кто (сериал 2005 года) / Doctor Who ( Великобритания, Канада)    |
| Лучший международный сериал                             | • Медоуленд / Cape Wrath ( Великобритания)                               |                                                                                         |                                                                           |
| Лучший международный сериал                             | • Джекилл / Jekyll ( Великобритания)                                     |                                                                                         |                                                                           |
| Лучший международный сериал                             | • Жизнь на Марсе / Life on Mars ( Великобритания)                        |                                                                                         |                                                                           |
| Лучший международный сериал                             | • Робин Гуд / Robin Hood ( Великобритания)                               |                                                                                         |                                                                           |
| Лучший международный сериал                             | • Торчвуд / Torchwood ( Великобритания)                                  |                                                                                         |                                                                           |
| Лучшая телепостановка                                   | • Гриффины (для эпизода «Голубой Урожай») / Family Guy («Blue Harvest»)  | • Гриффины (для эпизода «Голубой Урожай») / Family Guy («Blue Harvest»)                 | • Гриффины (для эпизода «Голубой Урожай») / Family Guy («Blue Harvest»)   |
| Лучшая телепостановка                                   | • Контора / The Company                                                  |                                                                                         |                                                                           |
| Лучшая телепостановка                                   | • Падший / Fallen                                                        |                                                                                         |                                                                           |
| Лучшая телепостановка                                   | • Хроники будущего / Masters of Science Fiction                          |                                                                                         |                                                                           |
| Лучшая телепостановка                                   | • Заколдованное королевство / Tin Man                                    |                                                                                         |                                                                           |
| Лучшая телепостановка                                   | • Звёздный крейсер «Галактика»: Лезвие / Battlestar Galactica: Razor     |                                                                                         |                                                                           |
| Лучшая телепостановка                                   | • Шрек мороз, зелёный нос / Shrek the Halls                              |                                                                                         |                                                                           |
| Лучший телеактёр                                        | Мэттью Фокс                                                              | • Мэттью Фокс — «Остаться в живых» (за роль Джека Шепарда)                              | • Мэттью Фокс — «Остаться в живых» (за роль Джека Шепарда)                |
| Лучший телеактёр                                        | Мэттью Фокс                                                              | • Эдвард Джеймс Олмос — «Звёздный крейсер „Галактика“» (за роль адмирала Уильяма Адамы) |                                                                           |
| Лучший телеактёр                                        | Мэттью Фокс                                                              | • Майкл Си Холл — «Декстер» (за роль Декстера Моргана)                                  |                                                                           |
| Лучший телеактёр                                        | Мэттью Фокс                                                              | • Кевин Маккидд — «Путешественник» (за роль Дэна Вассера)                               |                                                                           |
| Лучший телеактёр                                        | Мэттью Фокс                                                              | • Мэтт Даллас — «Кайл XY» (за роль Кайла)                                               |                                                                           |
| Лучший телеактёр                                        | Мэттью Фокс                                                              | • Ли Пейс — «Мёртвые до востребования» (за роль Неда)                                   |                                                                           |
| Лучшая телеактриса                                      | Дженнифер Лав Хьюит                                                      | • Дженнифер Лав Хьюит — «Говорящая с призраками» (за роль Мелинды Гордон)               | • Дженнифер Лав Хьюит — «Говорящая с призраками» (за роль Мелинды Гордон) |
| Лучшая телеактриса                                      | Дженнифер Лав Хьюит                                                      | • Кира Седжвик — «Ищейка» (за роль Бренды Ли Джонсон)                                   |                                                                           |
| Лучшая телеактриса                                      | Дженнифер Лав Хьюит                                                      | • Эванджелин Лилли — «Остаться в живых» (за роль Кейт Остин)                            |                                                                           |
| Лучшая телеактриса                                      | Дженнифер Лав Хьюит                                                      | • Анна Фрил — «Мёртвые до востребования» (за роль Шарлотты «Чак» Чарльз)                |                                                                           |
| Лучшая телеактриса                                      | Дженнифер Лав Хьюит                                                      | • Холли Хантер — «Спасите Грейс» (за роль Грэйс Ханадарко)                              |                                                                           |
| Лучшая телеактриса                                      | Дженнифер Лав Хьюит                                                      | • Лена Хеди — «Терминатор: Битва за будущее» (за роль Сары Коннор)                      |                                                                           |
| Лучший телеактёр второго плана                          | Майкл Эмерсон                                                            | • Майкл Эмерсон — «Остаться в живых» (за роль Бенджамина Лайнуса)                       | • Майкл Эмерсон — «Остаться в живых» (за роль Бенджамина Лайнуса)         |
| Лучший телеактёр второго плана                          | Майкл Эмерсон                                                            | • Эрик Кинг — «Декстер» (за роль сержанта Джеймса Доакса)                               |                                                                           |
| Лучший телеактёр второго плана                          | Майкл Эмерсон                                                            | • Грег Гранберг — «Герои» (за роль Мэтта Паркмана)                                      |                                                                           |
| Лучший телеактёр второго плана                          | Майкл Эмерсон                                                            | • Маси Ока — «Герои» (за роль Хиро Накамуры)                                            |                                                                           |
| Лучший телеактёр второго плана                          | Майкл Эмерсон                                                            | • Джош Холлоуэй — «Остаться в живых» за роль (Джеймса «Сойера» Форда)                   |                                                                           |
| Лучший телеактёр второго плана                          | Майкл Эмерсон                                                            | • Терри О’Куинн — «Остаться в живых» (за роль Джона Локка)                              |                                                                           |
| Лучшая телеактриса второго плана                        |                                                                          | • Элизабет Митчелл — «Остаться в живых» (за роль Джульет Бёрк)                          | Саммер Глау                                                               |
| Лучшая телеактриса второго плана                        | • Саммер Глау — «Терминатор: Битва за будущее» (за роль Камерон Филлипс) |                                                                                         | Саммер Глау                                                               |
| Лучшая телеактриса второго плана                        | • Дженнифер Карпентер — «Декстер» (за роль Дебры Морган)                 |                                                                                         | Саммер Глау                                                               |
| Лучшая телеактриса второго плана                        | • Джейми Мюррей — «Декстер» (за роль Лайлы Турней)                       |                                                                                         | Саммер Глау                                                               |
| Лучшая телеактриса второго плана                        | • Хейден Панеттьер — «Герои» (за роль Клэр Беннет)                       |                                                                                         | Саммер Глау                                                               |
| Лучшая телеактриса второго плана                        | • Джейми Александер — «Кайл XY» (за роль Джесси)                         |                                                                                         | Саммер Глау                                                               |

### DVD
| Категории                                    | Лауреаты и номинанты                                                                                           |
| -------------------------------------------- | --- |
| Лучшее DVD-издание фильма                    | • Кабинет доктора Калигари / The Cabinet of Dr. Caligari                                                       |
| Лучшее DVD-издание фильма                    | • Под маской: Восхождение Лесли Вернона / Behind the Mask: The Rise of Leslie Vernon                           |
| Лучшее DVD-издание фильма                    | • Дрифтвуд / Driftwood                                                                                         |
| Лучшее DVD-издание фильма                    | • Человек с Земли / The Man from Earth                                                                         |
| Лучшее DVD-издание фильма                    | • Девятки / The Nines                                                                                          |
| Лучшее DVD-издание фильма                    | • Белый шум 2: Сияние / White Noise 2: The Light                                                               |
| Лучшее специальное DVD-издание               | • Бегущий по лезвию / Blade Runner (5 Disc Ultimate Collector’s Edition)                                       |
| Лучшее специальное DVD-издание               | • Большой / Big (расширенная версия)                                                                           |
| Лучшее специальное DVD-издание               | • Близкие контакты третьей степени / Close Encounters of the Third Kind (30th Anniversary)                     |
| Лучшее специальное DVD-издание               | • Доказательство смерти / Death Proof (Grindhouse Presentation: Extended & Unrated)                            |
| Лучшее специальное DVD-издание               | • Лабиринт Фавна / El laberinto del fauno (for the «Platinum Series»)                                          |
| Лучшее специальное DVD-издание               | • Троя / Troy (Director’s Cut: Ultimate Collector’s Edition)                                                   |
| Лучшее DVD-издание классического фильма      | • Взвод монстров / The Monster Squad (1987)                                                                    |
| Лучшее DVD-издание классического фильма      | • Аллигатор / Alligator (1980)                                                                                 |
| Лучшее DVD-издание классического фильма      | • Тёмный кристалл / The Dark Crystal (1982)                                                                    |
| Лучшее DVD-издание классического фильма      | • Без лица / Face/Off (1997)                                                                                   |
| Лучшее DVD-издание классического фильма      | • Флэш Гордон / Flash Gordon (1980)                                                                            |
| Лучшее DVD-издание классического фильма      | • Великий инквизитор / Witchfinder General (1968)                                                              |
| Лучший DVD-сборник                           | • The Mario Bava Collection                                                                                    |
| Лучший DVD-сборник                           | • The Godzilla Collection                                                                                      |
| Лучший DVD-сборник                           | • The Sergio Leone Anthology                                                                                   |
| Лучший DVD-сборник                           | • The Sonny Chiba Collection                                                                                   |
| Лучший DVD-сборник                           | • Stanley Kubrick: Warner Home Video Directors Series                                                          |
| Лучший DVD-сборник                           | • Vincent Price (MGM Scream Legends Collection)                                                                |
| Лучшее DVD-издание телесериала               | • Герои / Heroes (1-й сезон)                                                                                   |
| Лучшее DVD-издание телесериала               | • Эврика / EUReKA (1-й сезон)                                                                                  |
| Лучшее DVD-издание телесериала               | • Виртуозы / Hustle (полные 2-й и 3-й сезоны)                                                                  |
| Лучшее DVD-издание телесериала               | • Остаться в живых / LOST (полный 3-й сезон)                                                                   |
| Лучшее DVD-издание телесериала               | • Планета Земля / Planet Earth (The Complete BBC Series)                                                       |
| Лучшее DVD-издание телесериала               | • Призраки / Spooks / MI-5 (Volumes 4 & 5)                                                                     |
| Лучшее DVD-издание классического телесериала | • Твин Пикс (1990—1991) / Twin Peaks (The Definitive Gold Box Edition)                                         |
| Лучшее DVD-издание классического телесериала | • Земля гигантов (1968—1970) / Land of the Giants (The Full Series)                                            |
| Лучшее DVD-издание классического телесериала | • Миссия невыполнима (1966—1973) / Mission: Impossible (2-й и 3-й сезоны)                                      |
| Лучшее DVD-издание классического телесериала | • Дикий дикий запад (1965—1969) / The Wild Wild West (2-й и 3-й сезоны)                                        |
| Лучшее DVD-издание классического телесериала | • Великие представления (1971—…) / Great Performances (эпизод: «Count Dracula» (1977))                         |
| Лучшее DVD-издание классического телесериала | • Хроники молодого Индианы Джонса (1992—1993) / The Young Indiana Jones Chronicles (Volume 1: The Early Years) |

### Специальные награды
| Награда                    | Лауреаты                | Лауреаты |
| -------------------------- | ----------------------- | --- |
| Filmmaker’s Showcase Award | Мэтт Ривз               | • Мэтт Ривз |
| Премия Джорджа Пала        | Гильермо дель Торо      | • Гильермо дель Торо — One of the most talented and creative filmmakers working in contemporary film. His films have been widely recognized as genre classics. |
| За достижения в карьере    |                         | • Роберт Холми, старший |
| За достижения в карьере    | • Роберт Холми, младший | |